# 1581
- Wikisource

| Calendário gregoriano                                                        | 1581 MDLXXXI                                          |
| Ab urbe condita                                                              | 2334                                                  |
| Calendário arménio                                                           | 1030 – 1031                                           |
| Calendário bahá'í                                                            | -263 – -262                                           |
| Calendário budista                                                           | 2125                                                  |
| Calendário chinês                                                            | 4277 – 4278 Início a 4 de fevereiro (aproximadamente) |
| Calendário copta                                                             | 1297 – 1298                                           |
| Calendário etíope                                                            | 1573 – 1574                                           |
| Calendários hindus - Vikram Samvat - Calendário nacional indiano - Cáli Iuga | 1636 – 1637 1502 – 1503 4681 – 4682                   |
| Calendário Holoceno                                                          | 11581                                                 |
| Calendário islâmico                                                          | 989 – 990                                             |
| Calendário judaico                                                           | 5341 – 5342                                           |
| Calendário persa                                                             | 959 – 960                                             |
| Calendário rúnico                                                            | 1831                                                  |
| Calendário solar tailandês                                                   | 2124                                                  |

1581 (MDLXXXI na numeração romana) foi um ano comum do século XVI do Calendário Juliano, da Era de Cristo, a sua letra dominical foi A (52 semanas), teve início a um domingo e terminou também a um domingo. foi o último ano comum antes da transição do calendário juliano para o gregoriano no ano seguinte.
| Ano completo                    |
| ------------------------------- |
| Ano comum com início ao domingo |

## Eventos
- Filipe II de Espanha é aclamado como Rei de Portugal nas Cortes de Tomar; a ilha Terceira sozinha resiste sendo então só e apenas Portugal, dando apoio a D. António Prior do Crato; uma armada, sob o comando de D. Pedro de Valdez bloqueia a ilha e intenta um desembarque, a 25 de Julho, na baía da Salga, ferindo-se a batalha da Salga, favorável as armas de D. António; no episódio destacam-se as figuras de Ciprião de Figueiredo e de Brianda Pereira.
- O Marquês de Santa Cruz derrota a frota militar portuguesa sedeada em Angra que o confronta junto ao ilhéu da Mina, ao largo da Baía das Contendas.
- Sagração da capela-mor da Igreja de Nossa Senhora da Estrela, Matriz da Ribeira Grande, ilha de São Miguel, Açores pelo bispo de Angra D. Pedro de Castilho.
- O Forte de Santo António do Porto Judeu, à época da crise de sucessão de 1580, e em consequencia da Batalha da Salga, tomou parte activa na resistência, entre 1581 e 1583.[1]
- Início da construção do Forte da Igreja (São Mateus da Calheta), Ilha Terceira.

## Julho
- 26 de Julho - Através da União de Utrecht, a Holanda declarou-se formalmente independente da Espanha. Através dessa União, novas alianças foram feitas entre as províncias holandesas. No entanto, só com o final da Guerra dos 30 Anos em 1648, a independência da Holanda foi finalmente reconhecida.
- 25 de Julho - Desembarque de uma expedição castelhana na ilha Terceira, no lugar da Salga que na altura fazia parte localidade do Porto Judeu, dando lugar à Batalha da Salga.

## Nascimentos
- 4 de janeiro - James Ussher
- 24 de Abril - São Vicente de Paulo, santo francês (m. 1660).
- 09 de Outubro - Bachet de Méziriac, teólogo, matemático, poeta, latinista e tradutor francês (m. 1638).
- 30 de Outubro - Johannes Freitagius, foi Professor de Medicina e médico particular do Bispo de Osnabrück. (m. 1641).
- 01 de Novembro - Adrianus van Valckenburg, Doutor em Medicina, cirurgião e anatomista holandês (m. 1650).